# Chapar Khaneh
Chapar Khaneh è un termine persiano che significa "casa del corriere" (dove Chapar assume il significato di "corriere"), in riferimento al sistema postale utilizzato dall'impero achemenide. Il sistema venne creato da Ciro il Grande e migliorato da Dario I. Ogni stazione ("Chapar Khaneh") era situata a intervalli regolari presso la Via reale di Persia, lunga 2500 km che univa Susa a Sardi.
Così Erodoto descrive il sistema:
(Erodoto, Storie, I, 52 (trad. di Domenico Musti))